# Roderick McKay
Roderick McIntosh McKay (Roddy McKay) est un joueur d'échecs écossais, plusieurs fois champion d'Écosse.

## Parcours échiquéen
Roddy McKay a participé à quatre reprises aux tournois d'échecs estudiantins par équipe avec l'Ecosse. Il participe régulièrement à des tournois d'échecs internationaux depuis qu'il est étudiant.

## Palmarès
Roddy McKay a remporté le championnat d'échecs d'Écosse à sept reprises, en 1971 (à égalité avec Holt),1974, 1976, 1979, 1982, 1985 (à égalité avec ML Condie) et 1988. 

## Normes internationales
Roddy McKay a obtenu son titre de Maître international en 1986.